# Etichetta nutrizionale
L'etichetta nutrizionale è una dichiarazione riportata sull'etichetta di un prodotto alimentare relativa al suo valore energetico e al suo contenuto in proteine, grassi, carboidrati, fibre alimentari, sodio, vitamine e sali minerali.

## Legislazione

### In Europa

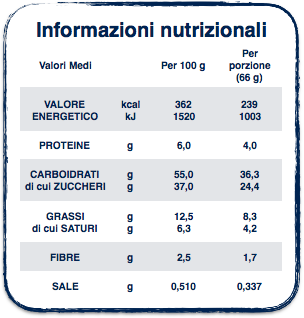
Esempio di etichetta nutrizionale europea.

In Europa, sino all'emanazione del Regolamento UE n. 1169/2011,  l'etichettatura nutrizionale era facoltativa, a meno che sulla confezione o nella pubblicità del prodotto alimentare si facesse riferimento a specifiche indicazioni nutrizionali.
Il Regolamento ha dato inizio, il 16 dicembre 2014, ad un periodo transitorio nel quale i prodotti che fino a quel momento erano obbligati ad indicare in etichetta le informazioni nutrizionali dovevano adeguare le indicazioni presenti alle nuove disposizioni. Dal 16 dicembre 2016 invece tutti gli alimenti dovranno riportare l'etichetta nutrizionale, salvo alcuni prodotti che sono esentati, come: l'acqua, i prodotti non trasformati che comprendono un solo ingrediente, le spezie o loro miscele, il sale, gli edulcoranti, il caffè, le infusioni a base di erbe ed i tè, gli aceti, le gomme da masticare, le mini-confezioni la cui superficie più ampia sia inferiore a 25 cm2 e quelli sottoposti alla sola maturazione come la frutta, ed altri alimenti particolari quali gli aromi, gli additivi alimentari ed i coadiuvanti tecnologici, gli enzimi e le gelatine ed i lieviti.
In generale le etichette nutrizionali, secondo quanto disposto nell'Allegato I del Regolamento, dovranno riportare obbligatoriamente in una tabella nutrizionale con il seguente ordine almeno la quantità di:
- grassi
- acidi grassi saturi
- carboidrati
- zuccheri
- proteine
- sale
- valore energetico.

Tuttavia il Regolamento prevede che la tabella nutrizionale possa essere più completa e quindi riportare nel seguente ordine la quantità di:
- grassi, di cui acidi grassi saturi, monoinsaturi, polinsaturi
- carboidrati, di cui, zuccheri, polioli, amido
- fibre
- proteine
- sale
- vitamine e sali minerali (questi due solo se presenti in quantità significative indicate nell'allegato XIII, parte A, punto 2 del Regolamento UE 1169/2011)
- valori di energia (in kcal o kJ).

Questi valori dovranno essere riferiti a 100 g/ml e a discrezione del produttore, riferiti ad una singola porzione.
I dati sulle vitamine e sui sali minerali devono inoltre essere espressi anche come percentuale della razione giornaliera raccomandata (RDA).

#### Francia
In Francia è stato proposto il Nutri-score, un sistema di etichettatura dei prodotti alimentari che semplifica l'identificazione dei valori nutrizionali, ma senza renderlo obbligatorio.

### Negli USA

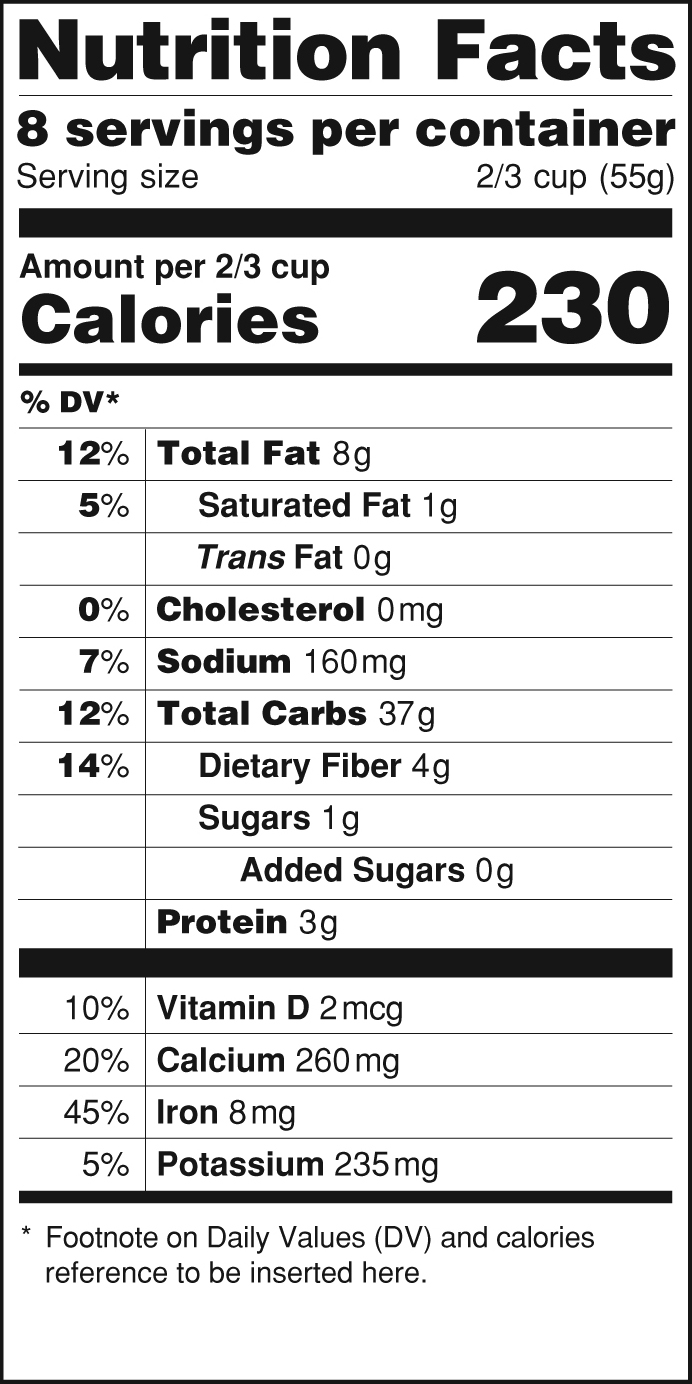
Esempio di etichetta nutrizionale secondo la legislazione USA.

Negli USA l'etichetta nutrizionale deve essere riportata sui cibi confezionati di importazione estera. Oltre a quanto richiesto dal Regolamento UE, comprende anche altre informazioni quali:
- colesterolo
- acidi grassi trans fat (acidi grassi che presentano almeno un doppio legame non coniugato tra atomi di carbonio in configurazione trans)
- ferro
- calcio.